# Fanny Sidney
Fanny Sidney, rodným jménem Fanny Mauferon (* 5. dubna 1987 Paříž), je francouzská herečka, režisérka a scenáristka.

## Životopis
V letech 2005 až 2006 navštěvovala kurzy na konzervatoři Hectora Berlioze. V letech 2006 až 2009 chodila na kurzy v herectví na divadelní škole Cours Florent. Poté, v letech 2011 až 2015 studovala režii na univerzitě La Fémis. Proslavila se rolí Camille Valentini v seriálu Chci mluvit se svým agentem!. V roce 2019 oznámila, že čeká své první dítě.

## Filmografie

### Herecká filmografie

#### Film
- 2005: Claudia disparue, režie: Serge Roullet
- 2008: La Neige au village, režie: Martin Rit
- 2008: Veřejný nepřítel č. 1: Epilog: Sabrina Mesrine
- 2008: Avoue que tu mens, režie: Serge Roullet
- 2010: Poème pour Louis, krátký film, režie: Thomas Gendreau: Anna
- 2011: Soulwash, krátký film, režie: Douglas Attal: Flora
- 2012: Láska všemi deseti režie: Régis Roinsard: fanynka na regionálním kole
- 2012: À l'ombre du palmier, krátký film, režie: Bruno Veniard: Juliette
- 2013: Pan, krátký film, režie: Frédéric Bayer Azem
- 2014: F.A.N., krátký film, režie: Hugo Becker
- 2014: Respire, režie: Mélanie Laurent: Isa
- 2014: Hippocrate, režie: Thomas Lilti: Estelle
- 2014: Tu veux ou tu veux pas, režie: Tonie Marshall: Véronique
- 2015: On verra bien si on se noie, krátký film, režie: Hugo Becker: Valentine
- 2015: Madame petite, krátký film, který sama režírovala
- 2016: Aucun regret, krátký film, režie: Emmanuel Mouret: Célia
- 2019: Allée des Jasmins, krátký film, režie: Stéphane Ly-Cuong: slečna Sidzina
- 2019: Selfie, režie: Thomas Bidegain, Marc Fitoussi, Tristan Aurouet, Cyril Gelblat a Vianney Lebasque: Emma

#### Televize
- 2005: Komisařka Diana Carrová, díl: „Affaire sous X“, režie: Dominique Tabuteau: Anna Vignes
- 2005: Confessions d'un menteur, režie: Didier Grousset: Vanessa
- 2006: Madame le Proviseur, díly: „Chacun sa chance“ a „Le Secret de madame Jaubert“, režie: Philippe Bérenger: Clémentine Garcia
- 2006: Temná minulost, režie: Serge Meynard: Julie
- 2006: Komisař Moulin, díl: „La Dernière Affaire“, režie: Yves Rénier: Véronique Léonard
- 2007: Sur le fil, díl: „Torts exclusifs“, režie: Frédéric Berthe: Anna Masset
- 2008: Kriminálka Paříž, díl: „Chasse à l'homme“, režie: Alain Choquart: Mathilde
- 2008: Guy Môquet, un amour fusillé, režie: Philippe Bérenger: Jacky
- 2008–2015: Natvrdo, seriál, který vytvořila Cathy Verney: Violette Rousseau
- 2013: Casting(s), seriál, který vytvořili Pierre Niney a Ali Marhyar
- 2015–2020: Chci mluvit se svým agentem!: Camille Valentini
- 2017: Calls, díl: „Appels téléphoniques (Paris – New York)“, režie: Timothée Hochet: Laura

### Režisérská filmografie
- 2014: Kick Off (krátký film)
- 2015: Madame petite (krátký film)
- 2016: Ugh (krátký film)
- 2017: Loulou, díly: „Séance photo“ a „Le Club des femmes“

### Scenáristická filmografie
- 2015: Madame petite (krátký film), který sama režírovala
- 2017: Le Ticket (krátký film), režie Ali Marhyar

## Divadlo
- 2007 Edward Bond: Si ce n'est toi
- 2009 Alfred de Musset: S láskou nejsou žádné žerty
- 2009–2011 Georges Feydeau: Le Dindon